# Bezabeh Meleyo
Bezabeh Meleyo Mekengo (amh. በዛብህ መላዮ; ur. 26 czerwca 1995) – piłkarz etiopski grający na pozycji ofensywnego pomocnika. Od 2018 jest zawodnikiem klubu Fasil Kenema SC.

## Kariera klubowa
Swoją karierę piłkarską Bezabeh rozpoczął w klubie Wolaitta Dicha SC. W sezonie 2015/2016 zadebiutował w jego barwach w pierwszej lidze etiopskiej. W sezonie 2016/2017 zdobył z nim Puchar Etiopii. W 2016 przeszedł do Fasil Kenema SC. W sezonie 2020/2021 wywalczył z nim mistrzostwo Etiopii.

## Kariera reprezentacyjna
W reprezentacji Etiopii Bezabeh zadebiutował 26 sierpnia 2021 roku w zremisowanym 0:0 towarzyskim meczu ze Sierra Leone rozegranym w Bahir Dyr. W 2022 roku został powołany do kadry na Puchar Narodów Afryki 2021. Rozegrał na nim trzy mecze grupowe: z Republiką Zielonego Przylądka (0:1), z Kamerunem (1:4) i z Burkiną Faso (1:1).